# Maître général des postes
Ne doit pas être confondu avec Maître de poste.

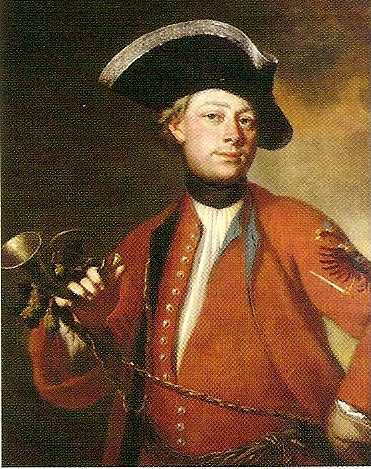
Portrait du prince Anselme-François de Tour et Taxis en uniforme de maître général des postes (vers 1739)

Le maître général des postes est un office de l'Ancien Régime qui est le poste suprême de maître des postes. Il est attesté depuis 1520.

## Historique
Philippe le Beau donne en 1501 le titre de capitaine et maistre de nos postes à François de Taxis (1459 † 1517), par la suite Jean Baptiste de Taxis et François II de Tassis héritent de cette charge. L'empereur Charles V nomme Jean Baptiste de Taxis, maître général des postes en 1520, ou plus exactement chief et maistre general de noz postes par tous noz royaumes, pays et seigneuries. Les Habsbourgs feront de cette charge impériale une charge héréditaire de la famille Taxis, (depuis 1650 Tour et Taxis) qui devient ainsi l'une des familles les plus puissantes et les plus fortunées du Saint Empire. Les postes deviennent jusqu’en 1806, après la disparition du Saint Empire, la Kaiserliche Reichspost.
En France, il semble qu'un certain Jean Antoine Lombard dit « Brusquet » (Antibes, 1510 - Paris, 1568), ait porté le titre de « maître général des postes » ; l'office de cette fonction fut en réalité appelée « contrôleur des postes » à partir du règne de Henri IV.

## Sources
- Martin Dallmeier: Quellen zur Geschichte des europäischen Postwesens 1501−1806, Teil II, Urkunden-Regesten, Michael Lassleben, Kallmünz 1977
- Joseph Rübsam, Johann Baptista von Taxis, Herder, Freiburg im Breisgau 1889